# جولوم جويكس
جولوم جويكس (بالفرنسية: Guillaume Gouix)‏ هو كاتب سيناريو وممثل فرنسي، ولد في 30 نوفمبر 1983 بآكس أون بروفانس في فرنسا.

## أعمال

### أفلام
- (2007) العدو الحميم
- (2010) 22 رصاصة[3][4]
- (2010) شوكة جميلة
- (2011) منتصف الليل في باريس[5]

## وصلات خارجية
- جولوم جويكس على موقع IMDb (الإنجليزية)
- جولوم جويكس على موقع قاعدة بيانات الأفلام العربية
- جولوم جويكس على موقع ألو سيني (الفرنسية)
- جولوم جويكس على موقع أول موفي (الإنجليزية)
- جولوم جويكس على موقع قاعدة بيانات الأفلام السويدية (السويدية)
- جولوم جويكس على موقع قاعدة بيانات الفيلم (الإنجليزية)
- جولوم جويكس على موقع كينوبويسك (الروسية)